# دوميرستون (فيرمونت)
دوميرستون (بالإنجليزية: Dummerston, Vermont)‏ هي بلدة تقع بولاية فيرمونت في الولايات المتحدة. تبلغ مساحتها 79.8 (كم²)، وترتفع عن سطح البحر 248 م، بلغ عدد سكانها 1915 نسمة في عام 2000 حسب إحصاء مكتب تعداد الولايات المتحدة وتصل الكثافة السكانية فيها 24.2 نسمة/كم2.

## أعلام
- جورج آيكن
- روبرت فلاهرتي

## وصلات خارجية
- The US50 - Cities and Towns in Vermont State
- Vermont Cities and Towns, Facts, Map, Flag, Colleges, Government, and More